# 세면

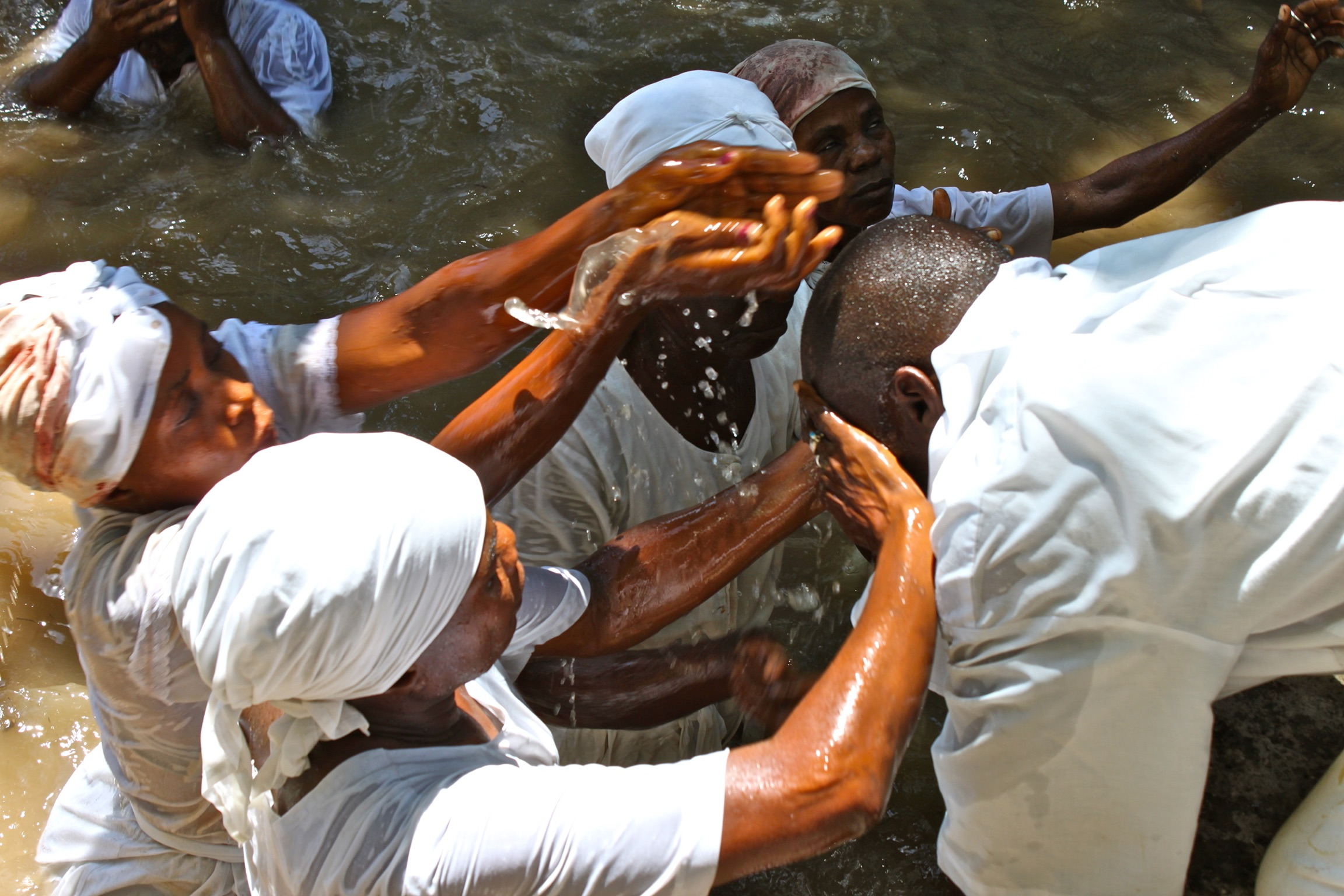

세면(洗面)은 얼굴을 물로 씻는 행위를 말한다. 비누와 세안제 등을 사용하기도 한다. 기상 후 또는 목욕할 때 하는 경우가 많다.

## 같이 보기
- 손 씻기